# Jacob do Bandolim
Jacob Pick Bittencourt, (14 de febrer de 1918 - 13 d'agost de 1969) més conegut com a Jacob do Bandolim (Jacob el de la mandolina) va ser músic, compositor i mandolinista de xoro.

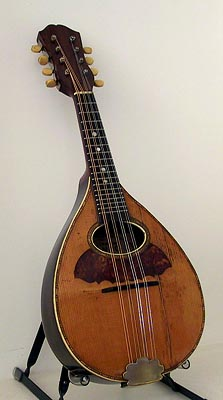
Mandolina petita Leland de 1911, de la col·lecció Gregg Miner

Perfeccionista, assolí gran popularitat quan formà el conjunt Época de Ouro, que segueix en actiu, amb màxims nivells de qualitat. Jacob detestava l'esterotip de músic popular, maldestre i bevedor, i exigia als seus músics compromís professional i vestit de mudar durant les actuacions, tal com practicava ell mateix.
A més de ser intèrpret virtuós, és famós pels molts xoros que compongué, que van de les melòdiques "Noites Cariocas" i "Dolce de Coco" fins "Assanhado", peça amb tocs de bebop. Va reeixir en protegir i dignificar tant el xoro com altres estils tradicionals brasilers. Encara que no va ser un entusiasta del carnaval, li agradava el frevo, una dansa brasilera, original de l'estat de Pernambuco, que barreja marcha, maxixe, i elements de capoeira.
De família jueva, havia estudiat en el col·legi Anglo-Americà. Va treballar com a farmacèutic, corredor d'assegurances, venedor ambulant, en un departament de l'Exèrcit Brasiler, en els arxius del Ministeri de la Guerra i, finalment, empleat de Justícia com escrivent dels tribunals penals a la capital. Tot per a mantenir-se mentre treballava com a músic.
Vivia en una casa amb porxo i jardí a Jacarepaguá (Rio de Janeiro), on s'envoltava de grans amics chorões. Els seus ídols eren Almirante (compositor), Orestes Barbosa (jornalista, cronista, poeta), Noel Rosa, Nonô (pianista), Bonfiglio d'Oliveira (compositor, trompetista), Pixinguinha (compositor, arranjista, instrumentista), Ernesto Nazareth (compositor i pianista), Sinhô (compositor), Paulo Tapajós (compositor, cantant, productor), João Pernambuco (compositor, violinista), Capiba (compositor, intèrpret) i Luiz Vieira (compositor, cantant).
En 1968 es va celebrar un espectacle al Teatro João Caetano de Rio de Janeiro, "O mais carioca dos teatros do Rio de Janeiro", en benefici del Museu da Imagem e do Som de Rio de Janeiro, amb Jacob do Bandolim, la divina Elizeth Cardoso, Zimbo Trio i Época de Ouro. La interpretació de Jacob de la cançó "Chega de Saudade" (Tom Jobim / Vinicius de Moraes) va ser antològica. Un àlbum amb dos longplays de la gravació original de l'espectacle va convertir-se en referent en ser llançat al mercat en edició limitada. Va ser "guru" de Sérgio Cabral (pare del governador de Rio de Janeiro, Sergio Cabral Filho), d'Herminio Bell de Carvalho, de Ricardo Cravo Albin, ...
Un dels seus fills va ser el periodista polèmic (O Globo, Última Hora) i compositor Sergio Bittencourt, ja mort. La seva filla Elena Jacob Bittencourt presideix l'Instituto de Jacob do Bandolim.
La seva última tarda la va passar al barri de Ramos amb el seu amic Pixinguinha, compositor i director d'orquestra, al que volia ajudar en un projecte. Va arribar al porxo de casa seva, cansat i sense alè, i va caure en els braços de la seva esposa Adília, ja sense vida. Jacob tenia dues mandolines a les que anomenava "Número u" i "Número dos". A la seva mort van ser guardades fins que l'any 2002 van ser restaurades i, sota supervisió de l'Instituto Jacob do Bandolim s'ha utilitzat en alguns enregistraments.